# 웨이닝루역
웨이닝역(중국어: 威宁路站, 영어: Weining Road Station)은 중화인민공화국 상하이시 창닝 구 톈샨루에 있는 상하이 지하철 2호선 역이다. 역사는 지하 섬식 구조를 가지고 있다.

## 출구
- 1번출구: 톈샨루, 톈중루
- 2번출구: 톈샨루
- 3번출구: 톈샨루, 웨이닝루
- 4번출구: 톈샨루
- 5번출구: (미개방)
- 6번출구: (미개방)

## 주변지역
- 톈유안 공원(天源公园)
- 쉐이청 공원(水城公园)
- 톈유안허제 공원(天源河溪公园)

## 대중교통환승
54, 71, 72, 74, 74B, 88, 121, 141, 158, 202, 251, 311, 316, 757, 808, 825, 827, 829, 836, 855, 941